# Michel Piraux
Michel Piraux (1955. október 15. –) belga nemzetközi labdarúgó-játékvezető.

## Pályafutása

### Nemzeti játékvezetés
1989-ben lett az I. Liga játékvezetője. Az aktív nemzeti játékvezetéstől 2001-ben vonult vissza.

#### Nemzeti kupamérkőzések
Vezetett Kupa-döntők száma: 2.

##### Belga-kupa
| Időpont         | Helyszín                           | Mérkőzés típusa | Mérkőzés                   | Eredmény |
| --------------- | ---------------------------------- | --------------- | -------------------------- | -------- |
| 2000. május 14. | Koning Boudewijn Stadion, Brüsszel | döntő           | KRC Genk–Standard de Liège | 4 : 1    |

##### Szuperkupa
| Időpont             | Helyszín            | Mérkőzés típusa | Mérkőzés             | Eredmény | Nézők száma |
| ------------------- | ------------------- | --------------- | -------------------- | -------- | ----------- |
| 1999. szeptember 1. | Fenix Stadion, Genk | döntő           | KRC Genk–K Lierse SK | 1 : 3    | 16 000      |

### Nemzetközi játékvezetés
A Belga labdarúgó-szövetség Játékvezető Bizottsága (JB) terjesztette fel nemzetközi játékvezetőnek, a Nemzetközi Labdarúgó-szövetség (FIFA) 1991-től tartotta nyilván bírói keretében. Több nemzetek közötti válogatott és klubmérkőzést vezetett. A belga nemzetközi játékvezetők rangsorában, a világbajnokság-Európa-bajnokság sorrendjében többedmagával az 5. helyet foglalja el 11 találkozó szolgálatával. Az aktív nemzetközi játékvezetéstől 2001-ben a FIFA 45 éves korhatárát elérve búcsúzott.

#### Világbajnokság
A világbajnoki döntőhöz vezető úton Egyesült Államokba a XV., az 1994-es labdarúgó-világbajnokságra és Franciaországba a XVI., az 1998-as labdarúgó-világbajnokságra a FIFA JB bíróként alkalmazta.

##### 1994-es labdarúgó-világbajnokság

###### Selejtező mérkőzés
| Időpont            | Helyszín                     | Mérkőzés típusa                    | Mérkőzés               | Eredmény | Nézők száma |
| ------------------ | ---------------------------- | ---------------------------------- | ---------------------- | -------- | ----------- |
| 1992. december 20. | Városi Stadion, Tunisz       | CAF zóna előselejtező (F. csoport) | Tunézia–Marokkó        | 1 : 1    |             |
| 1993. március 10.  | Olimpiai Stadion, Serravalle | előselejtező (2. csoport)          | San Marino–Törökország | 0 : 0    | 957         |
| 1993. május 19.    | Råsunda Stadion, Stockholm   | előselejtező (6. csoport)          | Svédország–Ausztria    | 1 : 0    | 27 775      |

##### 1998-as labdarúgó-világbajnokság

###### Selejtező mérkőzés
| Időpont             | Helyszín                            | Mérkőzés típusa           | Mérkőzés            | Eredmény | Nézők száma |
| ------------------- | ----------------------------------- | ------------------------- | ------------------- | -------- | ----------- |
| 1996. augusztus 31. | Ernst Happel Stadion, Bécs          | előselejtező (4. csoport) | Ausztria–Skócia     | 0 : 0    | 29 500      |
| 1997. április 2.    | Nuevo los Cármenes Stadion, Granada | előselejtező (9. csoport) | Albánia–Németország | 2 : 3    | 9 780       |
| 1997. augusztus 20. | Népstadion, Budapest                | előselejtező (3. csoport) | Magyarország–Svájc  | 1 : 1    | 20 000      |

#### Európa-bajnokság
Három európai-labdarúgó torna döntőjéhez vezető úton Svédországba a IX., az 1992-es labdarúgó-Európa-bajnokságra, Angliába a X., az 1996-os labdarúgó-Európa-bajnokságra valamint Belgiumba és Hollandiába a XI., a 2000-es labdarúgó-Európa-bajnokságra az UEFA JB játékvezetőként foglalkoztatta.

##### 1992-es labdarúgó-Európa-bajnokság

###### Selejtező mérkőzés
| Időpont        | Helyszín                      | Mérkőzés típusa           | Mérkőzés              | Eredmény | Nézők száma |
| -------------- | ----------------------------- | ------------------------- | --------------------- | -------- | ----------- |
| 1991. május 1. | Windsor Park Stadion, Belfast | előselejtező (4. csoport) | Észak-Írország–Feröer | 1 : 1    | 10 000      |

##### 1996-os labdarúgó-Európa-bajnokság

###### Selejtező mérkőzés
| Időpont             | Helyszín                     | Mérkőzés típusa           | Mérkőzés           | Eredmény | Nézők száma |
| ------------------- | ---------------------------- | ------------------------- | ------------------ | -------- | ----------- |
| 1994. szeptember 7. | Svangaskarð Stadion, Toftir  | előselejtező (8. csoport) | Feröer–Görögország | 1 : 5    | 3 000       |
| 1995. március 29.   | Vasil Levski Stadion, Szófia | előselejtező (7. csoport) | Bulgária–Wales     | 3 : 1    | 65 000      |

##### 2000-es labdarúgó-Európa-bajnokság

###### Selejtező mérkőzés
| Időpont             | Helyszín                   | Mérkőzés típusa           | Mérkőzés                     | Eredmény | Nézők száma |
| ------------------- | -------------------------- | ------------------------- | ---------------------------- | -------- | ----------- |
| 1999. március 31.   | Del Conero Stadion, Ancona | előselejtező (1. csoport) | Olaszország–Fehéroroszország | 1 : 1    | 20 735      |
| 1999. szeptember 4. | Ernst Happel Stadion, Bécs | előselejtező (6. csoport) | Ausztria–Spanyolország       | 1 : 3    | 27 000      |

#### Nemzetközi kupamérkőzések
Vezetett Kupa-döntők száma: 1.

##### Intertotó-kupa
Három külön csoportban játszódott a nyári tornasorozat. Az első csoportban koordinálhatta a második döntő mérkőzést.
| Időpont             | Helyszín                           | Mérkőzés típusa | Mérkőzés                                     | Eredmény |
| ------------------- | ---------------------------------- | --------------- | -------------------------------------------- | -------- |
| 2000. augusztus 22. | Petrovszkij Stadion, Szentpétervár | döntő           | FK Zenyit Szankt-Petyerburg–RC Celta de Vigo | 2 : 2    |